# Interdizione dai pubblici uffici
L'interdizione dai pubblici uffici è una pena accessoria prevista dall'articolo 28 del codice penale italiano. A seconda della condanna può essere perpetua o temporanea.

## Caratteristiche
L'interdizione è la più importante sanzione interdittrice sancita dall'odierno sistema penale, anche se il suo contenuto afflittivo è stato di molto diminuito a seguito di alcune pronunce della Corte costituzionale. Essa può essere perpetua o temporanea.
L'interdizione, secondo il codice penale italiano, priva il condannato del diritto di elettorato attivo e passivo, di ogni pubblico ufficio e di ogni incarico non obbligatorio di pubblico servizio, della qualità di tutore o di curatore, dei gradi e delle dignità accademiche nonché della possibilità di esserne insignito.
L'interdizione, inoltre, consegue alla condanna di un reato realizzato mediante abuso di poteri o violazione di doveri inerenti alla pubblica funzione o al pubblico servizio, o come pena accessoria per alcuni reati contro la pubblica amministrazione.

## Durata
L'interdizione ha durata temporanea o perpetua; se temporanea, ha una durata minima di un anno e massima di cinque anni.
La condanna all'ergastolo e la condanna alla reclusione per un tempo non inferiore a cinque anni comportano automaticamente l'interdizione perpetua del condannato dai pubblici uffici. La condanna alla reclusione per un tempo compreso fra tre e cinque anni comporta invece l'interdizione dai pubblici uffici per la durata di anni cinque.
La dichiarazione di abitualità o di professionalità nel delitto, ovvero di tendenza a delinquere, comporta altresì l'interdizione perpetua dai pubblici uffici.